# Гучжан
Гучжа́н (кит. упр. 古丈, пиньинь Gǔzhàng) — уезд Сянси-Туцзя-Мяоского автономного округа провинции Хунань (КНР). 

## История
Во времена империи Цин эти места поначалу входили в состав уезда Юншунь. В 1822 году здесь был образован Гучжанпинский комиссариат (古丈坪厅). После Синьхайской революции в Китае была проведена реформа структуры административного деления, в ходе которой комиссариаты были упразднены, и поэтому в 1913 году комиссариат был преобразован в уезд Гучжан.
После образования КНР в 1949 году был создан Специальный район Юншунь (永顺专区), и уезд вошёл в его состав. В августе 1952 года специальный район Юншунь был расформирован, и уезд перешёл в состав Сянси-Мяоского автономного района окружного уровня (湘西苗族自治区).
28 апреля 1955 года Сянси-Мяоский автономный район был переименован в Сянси-Мяоский автономный округ (湘西苗族自治州).
20 сентября 1957 года Сянси-Мяоский автономный округ был переименован в Сянси-Туцзя-Мяоский автономный округ.

## Административное деление
Уезд делится на 7 посёлков.